# Birgitta Westin
Birgitta Westin är en tidigare landslagsspelare i handboll.

## Klubbkarriär
Birgitta Westin började spela i Göteborgs KvIK men redan 1969-1970 spelade hon för Gimonäs CK. 1970 spelade hon SM-semifinal mot Borlänge HK med Gimonäs.. Det är inte känt var och när hon avlutade sin klubbkarriär men tidigaste slutår är 1972.

## Landslagskarriär
Birgitta Westin spelade sex ungdomslandskamper 1967-1968, alla i nordiska mästerskapet. Hon debuterade redan tidigare den 4 februari 1967 i A-landslaget i en match mot Norge som förlorades med 4-11. Enligt den nya statistiken spelade hon 22 A-landskamper och stod för 18 mål. Svenska A-landslaget var under dessa år svagt och av dessa 22 matcher förlorades 20, en slutade oavgjort och enda segern vanns över Finland. Sista landskampen spelade hon mot Danmark den 27 februari 1972. Enligt den gamla statistiken spelade hon 23 landskamper. Hon är mottagare av Stora grabbars och tjejers märke.